# Hauteroche (Côte-d'Or)
Hauteroche è un comune francese di 76 abitanti situato nel dipartimento della Côte-d'Or nella regione della Borgogna-Franca Contea.

## Società

### Evoluzione demografica
Abitanti censiti